# Tevel
Tevel es un pueblo ubicado en el distrito de Bonyhád, en el condado de Tolna, Hungría.

## Superficie
Posee una superficie de 25,27 kilómetros cuadrados.

## Demografía
Hasta 2019 la población era de 1305 habitantes, con una densidad de población de 51,64 habitantes por kilómetro cuadrado.